# Брохольмер
Брохольмер (дат. broholmer) — порода собак, выведенная в Дании.

## История
Брогольмер (Брохольмер) — стародатская собака, потомок боевых собак древних германцев. Эти мощные собаки дали начало многим догообразным породам Европы. От них же пошло название «датский дог», под которым за пределами Германии ошибочно подразумевается немецкий дог.
Чистокровное разведение брогольмера начал в конце девятнадцатого века придворный егерь имения Брохольм-Фюн. Он отбирал по всей стране собак, которые, по его мнению, соответствовали породным признакам, и заложил на этой основе чистопородное разведение. Брогольмеры пользовались большой популярностью на своей родине, их использовали как травильных собак для охоты на оленей и крупных животных, в частности медведей и кабанов, а также в качестве сторожевых псов. Во время Второй мировой войны брогольмер практически полностью исчез, однако к 1975 году группа заводчиков под руководством кинолога Ю. Вейсс (U.Weiss), позже основавшей Кеннел Клуб Дании, провела обширную работу по восстановлению породы. На данный момент брогольмер хорошо известен за пределами Дании.

## Описание
У брогольмера крупная голова с широкой черепной частью и мордой, широкая, объёмная грудь, прямая и сильная спина, короткая гладкая шерсть со слабо развитым подшерстком. Окрас: светло-желтый с чёрной маской, коричневато-желтый с чёрной маской, допускается чёрный с небольшими отметинами на груди, лапах и кончике хвоста.
По характеру это бдительная и бесстрашная собака, очень преданная, неагрессивная и поддающаяся дрессировке. От хозяина требует уверенности — брогольмер должен признать в нём «вожака». Но при этом он обладает приветливым и спокойным нравом и может стать приятным домашним другом, терпеливой няней для детей.